# Itelmenen

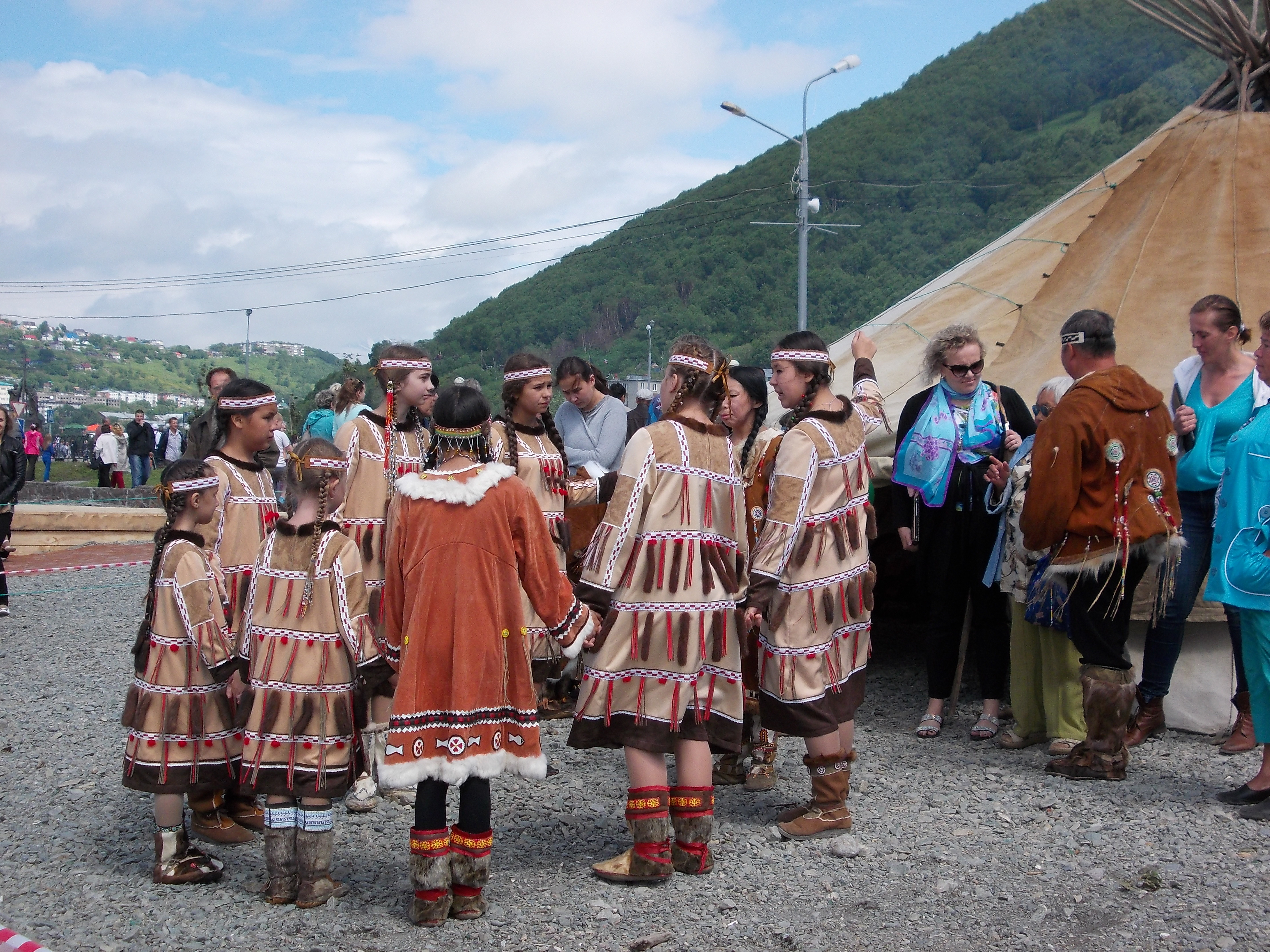
Itelmenen bij een folkloristisch dansfeest

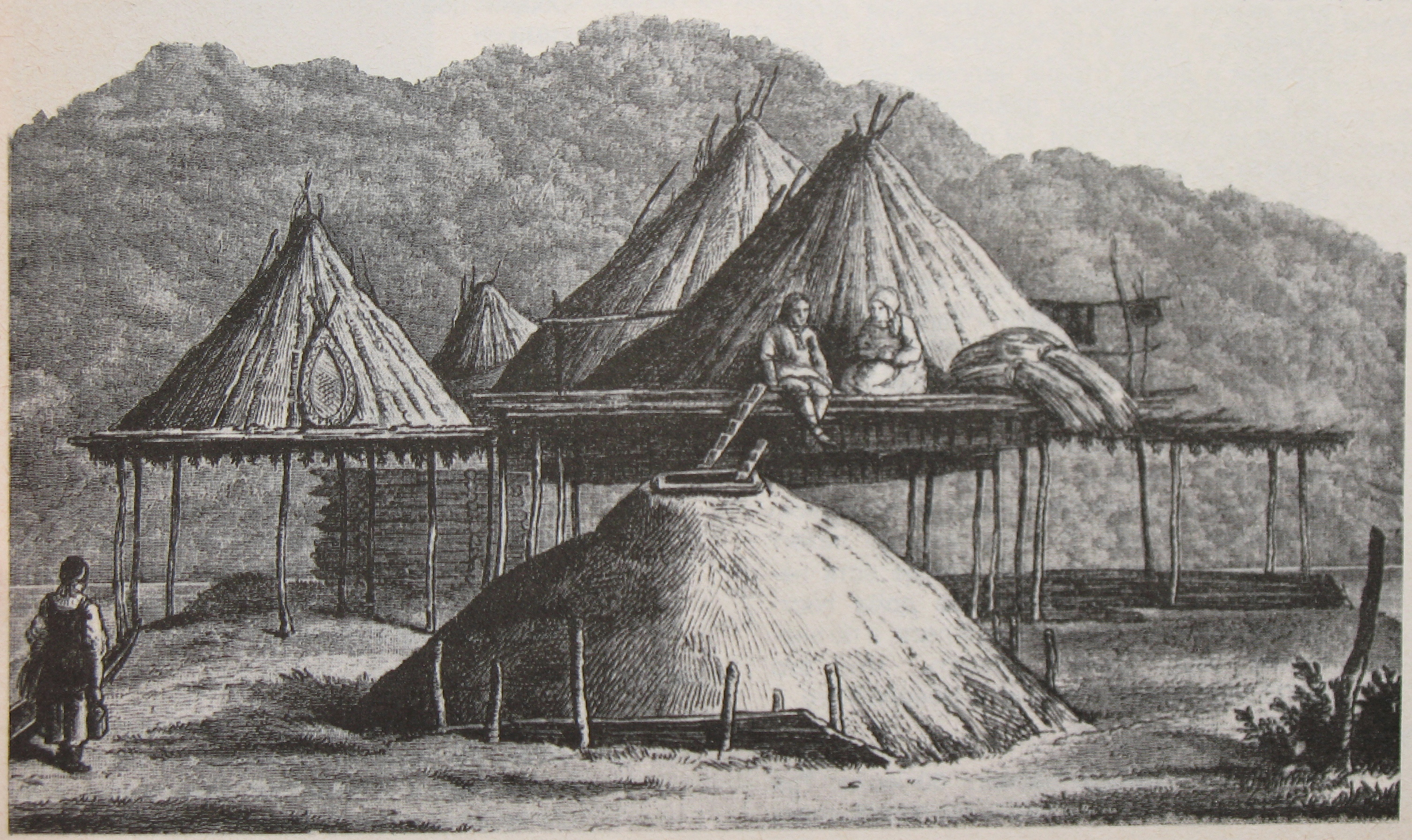
Historische tentnederzetting, 18e eeuw

De Itelmenen (Itelmeens: ительмень, итэмэн, Russisch: Ительме́ны) zijn een inheems volk van Kamtsjatka in het uiterste oosten van Rusland. Ze maken als volk deel uit van de Kamtsjadalen.
Oorspronkelijk leefden ze als jagers-verzamelaar en vissers en bedroeg hun aantal 50000. Ze werden onderworpen door de Kozakken in de achttiende eeuw waardoor de bevolking gedecimeerd werd.
Er vonden zo veel huwelijken plaats tussen die twee groepen dat de term Kamtsjadalen nu verwijst naar het grote deel gemengde bevolking en de term Itelmenen voorbehouden werd voor de  Itelmeens sprekende kern.
| Jaar | Bevolking | Sprekers van het Itelmeens     |
| ---- | --------- | ------------------------------ |
| 1889 | 4029      |                                |
| 1926 | 4217*     | *Inclusief Russisch sprekenden |
| 1959 | 1109      | 36%                            |
| 1970 | 1301      | 35.7%                          |
| 1979 | 1370      | 24.4%                          |
| 1989 | 2480      | 19.6%                          |
| 2010 | 3193      | 2.6%                           |